# Малые Селютичи
Малые Селютичи (бел. Малыя Сялюцічы) — деревня в Грабовском сельсовете Петриковского района Гомельской области Беларуси.

## География

### Расположение
В 30 км на северо-запад от Петрикова, 10 км от железнодорожной станции Копцевичи (на линии Лунинец — Калинковичи), 200 км от Гомеля.

### Гидрография
На юге канал Озёрный. На севере - канализированная речка Бобрик.

## Транспортная сеть
Транспортные связи по просёлочной, затем автомобильной дороге Лунинец — Калинковичи. Планировка состоит из криволинейной широтной улицы, к центру которой с юга присоединяется короткая прямолинейная улица. Застройка двусторонняя, деревянная, усадебного типа.

## История
По письменным источникам известна с XIX века, когда переселенцы из деревни Селютичи основали здесь селение, которое получила название Селютичи Малые. Обозначена на карте 1866 года, которая использовалась Западной мелиоративной экспедицией, работавшей в этих местах в 1890-е годы. В 1921 году действовала школа, которая размещалась в наёмном крестьянском доме. В 1930 году организован колхоз. Во время Великой Отечественной войны в ноябре 1942 года оккупанты полностью сожгли деревню и убили 17 жителей. 77 жителей деревень Малые и Великие Селютичи погибли на фронте. Согласно переписи 1959 года в составе колхоза «Победа» (центр — деревня Грабов).

## Население

### Численность
- 2004 год — 28 хозяйств, 40 жителей.

### Динамика
- 1897 год — 24 двора, 166 жителей (согласно переписи).
- 1921 год — 52 двора, 325 жителей.
- 1940 год — 69 дворов.
- 1959 год — 261 житель (согласно переписи).
- 2004 год — 28 хозяйств, 40 жителей.